# Toše Proeski
Toše Proeski (n. 25 ianuarie 1981, Prilep, Iugoslavia – d. 16 octombrie 2007, Nova Gradiška, Cantonul Brod-Posavina, Croația) a fost un cântăreț, compozitor și actor macedonian de origine aromână. A fost unul dintre cei mai populari cântăreți din spațiul fostei Republici Socialiste Federeative Yogoslavia, dar și a Balcanilor. A fost considerat cel mai bun interpret din Macedonia. Proeski era cunoscut pentru vocea lui foarte puternică din concertele sale, dar și pentru motto-ul său "Ve sakam site" (Vă iubesc pe toți). BBC News îl numea Elvis Presley al Balcanilor.
Toše Proeski a murit într-un accident de mașină în Croația, pe 16 octombrie 2007.
Proeski s-a născut în localitatea Priliep, în acea vreme parte din Iugoslavia, în prezent în Macedonia  de Nord, fiind fiul Diminokăi și al lui Nikola Proeski din Krușevo, orașul său natal unde și-a petrecut cea mai mare parte din copilărie. Cariera muzicală a lui Tose Proeski își are începutul încă din copilăria artistului, când acesta a cântat pe scena festivalului pentru copii "Privighetoarea de Aur" în anul 1992. Atunci, Tose a înterpretat melodia "Eu și bunicul meu" în limba aromână. Cu toate acestea, Proeski și-a început activitatea muzicală la Festivalul Melfest în 1997 unde a și câștigat marele premiu cu melodia Yesterday, compusă de cei de la The Beatles. În același an, Tose Proeski participă la festivalul Makfest cu compoziția "Lasă-mă pe mine". Proeski a lucrat în acea perioadă cu unul dintre ce mai cunoscuți și apreciați compozitori macedoneni, Koprov Grigor. Această colaborare a dus la nașterea a încă două mari succese: "Buzele" și "Soarele în părul tău blond". În 1999 Proeski lansează albumul său de debut "Undeva în noapte" care conținea unseprezece piese. În vara aceluiași an, Tose are primul său concert, care, în ciuda ploii și a vremii nefavorabile, rămâne o vie amintire pentru fanii săi.

## Deces
Proeski a murit într-un tragic accident de mașină, în dimineața zilei de 16 octombrie 2007 la ora 6:20, pe autostrada ce leagă Zagrebul de orașul Lipovac. Accidentul s-a produs în apropierea localității Nova Gradiska din Croația. În mașină se mai aflau, alături de Proeski, și impresarul său Ljiljana Petrovic. Mașina, un Volkswagen Touareg, care era condusă de Georgij Georgijevski, s-a izbit de un tir, iar Proeski care se afla pe locul din 

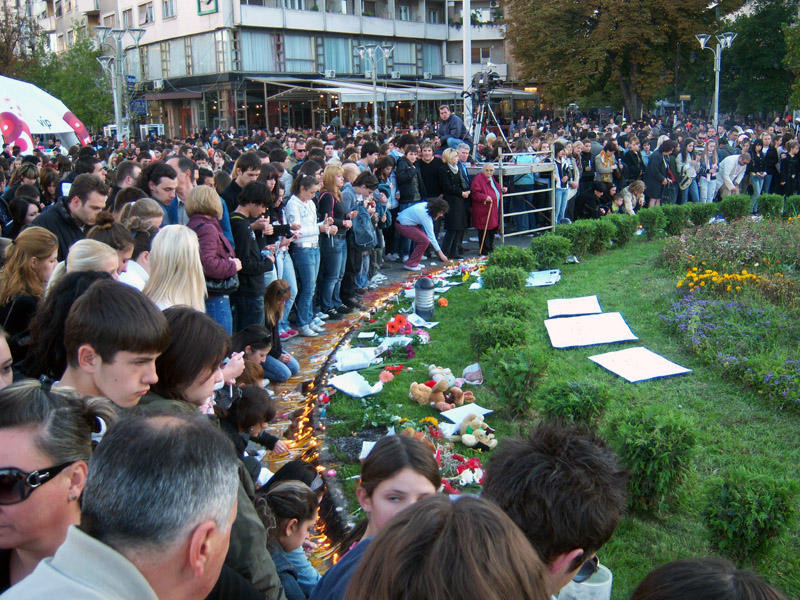
Toše Proeski comemorat la Skopje în ziua morții sale

dreapta șoferului a decedat pe loc.